# Moquette

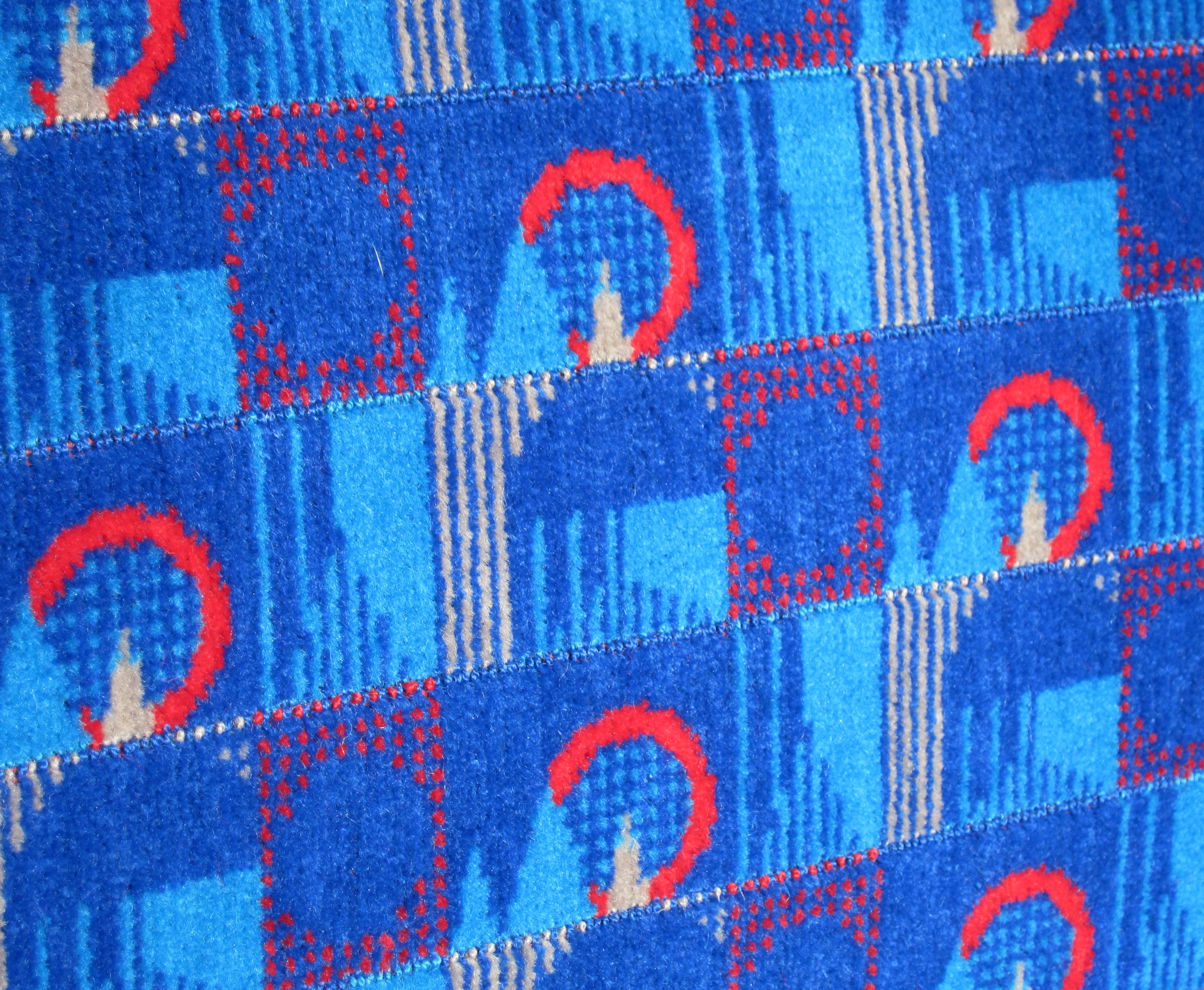
Transporte em Londres. Banco de transporte coletivo em 2011 Barman, em homenagem a Christian Barman, que encomendou as primeiras moquetas para o metrô de Londres em 1936.

Moquette é um tipo de tecido fabricado com um grosso e denso pelo. É um material particularmente versátil e resistente, predominantemente feito de lã com uma pequena percentagem de poliéster. O moquette é conhecido por ser atraente, resistente, durável e resistente ao fogo, sendo comumente utilizado em carpetes e estofados. Para além de lhe conferir uma sensação distinta aveludada, suas fibras verticais formam uma superfície flexível, não rígida, que são constantemente deslocadas para dar durabilidade e benefícios anti-mancha. Os tradicionais tecidos de moquette são feitos de uma face de nylon de lã com um suporte de algodão entrelaçado.